# Eupalindia magnifica
Eupalindia magnifica är en fjärilsart som beskrevs av William Schaus 1904. Eupalindia magnifica ingår i släktet Eupalindia och familjen nattflyn. Inga underarter finns listade i Catalogue of Life.